# Merv Griffin
Mervyn Edward (Merv) Griffin jr. (San Mateo (Californië), 6 juli 1925 – Los Angeles, 12 augustus 2007) was een Amerikaanse zanger, televisieproducent en -presentator.

## Levensloop
Griffin begon zijn artiestencarrière als negentienjarige zanger op de radio. Vervolgens maakte hij een aantal jaren deel uit van de bigband van Freddy Martin. Dankzij goede verdiensten was hij in staat een eigen platenlabel op te richten, Panda Records geheten. Zijn eerste door hem zelf geproduceerde album – Songs by Merv Griffin – was het eerste album dat op magneetband werd uitgebracht. In 1950 had hij zijn eerste hit met I've Got a Lovely Bunch of Coconuts.
Later begon hij zich ook toe te leggen op spel- en praatprogramma's. Zijn eerste televisiespelletje was Play Your Hunch, dat hij van 1958 tot 1962 presenteerde. In 1962 startte zijn The Merv Griffin Show, die met tussentijdse onderbrekingen tot 1986 zou duren en waardoor hij het meest bekend zou worden. In zijn praatprogramma trad een bont gezelschap op: zowel musici als politici en andere maatschappelijk van belang zijnde personen kwamen erin voor. Griffin ging lastige onderwerpen niet uit de weg, vooral de destijds aan de gang zijnde Vietnamoorlog bracht hij vaak als gespreksonderwerp naar voren. Ook had hij de gewoonte met het publiek in discussie te treden.
In 1964 richtte hij zijn eigen televisieproductiemaatschappij op, Merv Griffin Enterprises. Hiermee produceerde hij diverse televisiespelletjes, zoals Jeopardy! en Wheel of Fortune (in België en Nederland uitgebracht onder de titels Waagstuk en Rad van Fortuin) die veel kijkers trokken en trekken (de spelletjes worden nog steeds uitgezonden). In 1986 verkocht hij zijn productiemaatschappij voor 250 miljoen dollar aan Columbia Pictures, wat hem een zeer vermogend man maakte. Dankzij deze verkoop alsmede zijn royalty's en vastgoedtransacties beschikte hij aan het einde van zijn leven over een vermogen van om en nabij de één miljard dollar.
Verder kreeg hij nog met een – in 1991 terzijde gelegde – klacht wegens vermeende ongewenste intimiteiten te maken die door een tv-presentator van Dance Fever, een televisieprogramma van Griffin, was ingediend.
Griffin was bevriend met de Amerikaanse president Ronald Reagan, een vriendschap die terugging tot de tijd dat beiden nog acteur waren. Hij was daarom na diens overlijden in 2004 een van de dragers van de baar.
Merv Griffin overleed een paar jaar later op 82-jarige leeftijd aan prostaatkanker. Hij werd begraven op Westwood Village Memorial Park Cemetery.

## Prijzen
- 17 Emmy Awards
- 32 nominaties voor de amusementsprijs